# Mark Cavendish
Pour les articles homonymes, voir Cavendish.
Mark Cavendish, né le 21 mai 1985 à Douglas sur l'île de Man, est un coureur cycliste mannois et britannique. D'abord spécialiste des épreuves d’endurance sur piste comme l'américaine, la course aux points, ou la course scratch, il se tourne vers la route à partir de 2006, où il est considéré comme l'un des meilleurs sprinteurs de l'histoire.
Dans ses premières années en tant que pistard, Cavendish est devenu champion du monde de l'américaine en 2005 et 2008, respectivement avec Rob Hayles et Bradley Wiggins. Il remporte également la médaille d'or sur le scratch aux Jeux du Commonwealth de 2006. Après avoir échoué à remporter une médaille aux Jeux olympiques de 2008, il ne revient sur la piste qu'en 2015. Avec Wiggins, il gagne en 2016 un troisième titre de champion du monde de l'américaine et obtient une médaille d'argent sur l'omnium aux Jeux olympiques de 2016.
En tant que cycliste sur route, Cavendish passe professionnel en 2005 et remporte 11 victoires au cours de sa première saison, égalant ainsi le record établi par Alessandro Petacchi. En 2024, avec une 35e victoire d'étape sur le Tour de France, il devient le détenteur du record du nombre de victoires d'étapes sur le Tour de France, devant Eddy Merckx. Par ailleurs, il détient un record de quatre victoires sur l'étape des Champs-Élysées, obtenues de façon consécutive.
Il a gagné un total de 167 courses, dont 55 succès d'étapes sur les trois grands tours. Il compte également à son palmarès un titre mondial obtenu aux championnats du monde sur route 2011, ce qui fait de lui le deuxième coureur britannique titré après Tom Simpson en 1965. Parmi ses autres victoires notables figurent la célèbre classique printanière Milan-San Remo en 2009 et le classement par points des trois grands tours : Tour d'Espagne 2010, Tour de France 2011 et 2021 et Tour d'Italie 2013. Il fait partie des 25 coureurs ayant porté les trois maillots de leader du classement général sur les grands tours.
En 2011, il est nommé membre de l'Ordre de l'Empire britannique pour ses services au service du cyclisme britannique et remporte également le prix de la personnalité de l'année 2011 de la BBC Sport. Il annonce sa retraite sportive à l'issue de la saison 2024.

## Biographie

### Débuts
Mark Cavendish a commencé le cyclisme par le BMX, puis le VTT. Il raconte : « Avec mon vélo, j'étais toujours distancé sur les courses. Ma mère se moquait de moi, mais pour moi, c'était parce qu'ils avaient tous des VTT. J'ai donc demandé un VTT pour mon 13e anniversaire. Le lendemain, je suis sorti et j'ai battu tout le monde. »
C'est à cette période que Cavendish rencontre David Millar sur l'Île de Man. Cette rencontre le marque : « Il était venu courir une course. J'ai une photo de lui chez moi. Il s'est avéré très sympathique, et m'a donné une casquette et des photos de lui. Disons simplement que cela a accru ma motivation. J'avais toujours voulu être cycliste. Quand j'étais jeune, le Tour de France, c'était tout ! C'était la seule compétition qui passait à la télévision. Ces images, la souffrance et la joie, le sport. Je me souviens particulièrement de la victoire de Guerini à l'Alpe d'Huez après avoir percuté un photographe. Quelques années plus tard, j'ai participé à ma première course comme stagiaire chez T-Mobile. C'était irréel. »

### Carrière cycliste

#### Carrière amateur
Après avoir quitté l'école, Cavendish travaille pendant deux ans dans une banque.

« Quand j'ai compris que je pouvais en vivre, se souvient-il, ça a changé beaucoup de choses pour moi. J'ai travaillé de 16 à 18 ans pour mettre de l'argent de côté, en mettant le vélo entre parenthèses. Je me moquais d'être un bon junior. Pour moi, être champion du monde junior ne valait rien. Mon but, c'était de devenir professionnel. Quand j'ai eu assez d'argent, j'ai quitté mon emploi pour rejoindre l'école de la piste britannique. J'ai commencé à progresser, à apprendre, et aussi à gagner assez vite, c'est vrai. »

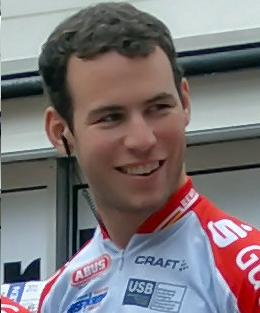
Cavendish en 2006 chez Sparkasse.

Mark Cavendish commence sa carrière avec l'équipe britannique de cyclisme sur piste. Il remporte la médaille d'or de l'américaine aux Championnats du monde de cyclisme sur piste de Los Angeles avec Robert Hayles en 2005. Alors qu'ils n'avaient jamais couru ensemble auparavant, ils terminent avec un tour d'avance sur leurs concurrents, devançant les équipes belge et néerlandaise, et offrant au Royaume-Uni sa quatrième médaille d'or des championnats. Ce fut le premier maillot de Champion du monde de Cavendish. Cavendish remporte également la course au points des Championnats d'Europe la même année. Toujours en 2005, il court ses premières courses sur routes au Tour de Berlin et au Tour de Grande-Bretagne dans sa nouvelle équipe Sparkasse.
En 2006, Cavendish court dans l'équipe continentale Sparkasse, qui forme les futurs coureurs de l'équipe T-Mobile. En juin, il remporte deux étapes et le classement par points du Tour de Berlin. Il court la course scratch pour l'Île de Man aux Jeux du Commonwealth 2006 à Melbourne. Avec trois autres coureurs, l'Anglais Rob Hayles, l'Australien Ashley Hutchinson et l'Écossais James McCallum, il prend un tour d'avance sur le peloton. Il bat ces trois coureurs au sprint pour remporter l'or pour l'Île de Man en 23 min 05 s , à la vitesse moyenne de 51,9 km/h. Ses victoires sur le Tour de Berlin lui valent un contrat de stagiaire avec T-Mobile à partir du mois d'août. Il obtient son meilleur résultat en 2006 chez T-Mobile sur le Tour de Grande-Bretagne, lorsqu'il termine trois fois deuxième et remporte le classement par points. Cette performance lui vaut un contrat professionnel de deux ans.

#### 2007: débuts professionnels

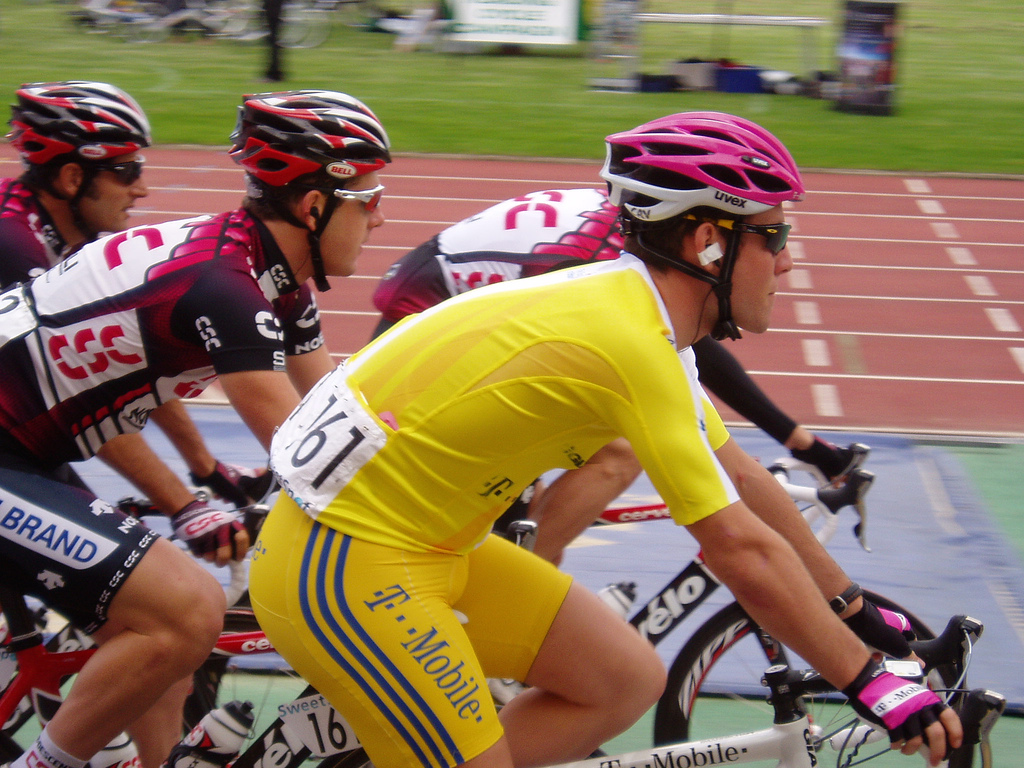
Cavendish porte le maillot jaune sur le Tour de Grande-Bretagne 2007.

Cavendish commence 2007 « laborieusement », pour reprendre les mots du quotidien L'Équipe, qui cite un de ses coéquipiers, Roger Hammond : « Honnêtement, son début de saison a été si catastrophique que le staff se demandait où faire courir Mark pour qu'il puisse terminer la course. » Cavendish perce enfin sur le Grand Prix de l'Escaut en Belgique, qu'il remporte alors qu'il n'a terminé presque aucune de ses courses précédentes. Il remporte ensuite deux étapes aux Quatre Jours de Dunkerque et deux autres au Tour de Catalogne, ce qui lui permit d'être au départ du Tour de France à Londres. Il chute au cours des 1re et 2e étapes, et abandonne, comme prévu par son équipe, à la 8e, lorsque la course atteint les Alpes. Il a terminé deux étapes dans les dix premiers, mais regrette de n'avoir jamais réussi à se placer dans les cinq premiers.
Après ces péripéties, tout revient dans l'ordre. Il continue sur sa lancée du début de saison, et atteint 11 victoires d'étape, égalant le record d'Alessandro Petacchi, qui en avait également remporté 11 pour sa première saison. Cavendish obtient sa onzième victoire début octobre sur le Circuit franco-belge. Parmi ses victoires, trois comptent pour le ProTour : ses deux étapes du Tour de Catalogne et sa victoire d'étape sur l'Eneco Tour. Après cette dernière victoire, Cavendish déclare : 

« Je suis un sprinteur à l'ancienne. Je suis incapable de gravir une montagne, mais si je suis en tête à 200 mètres de l'arrivée, personne ne peut me battre. »

#### 2008: révélation

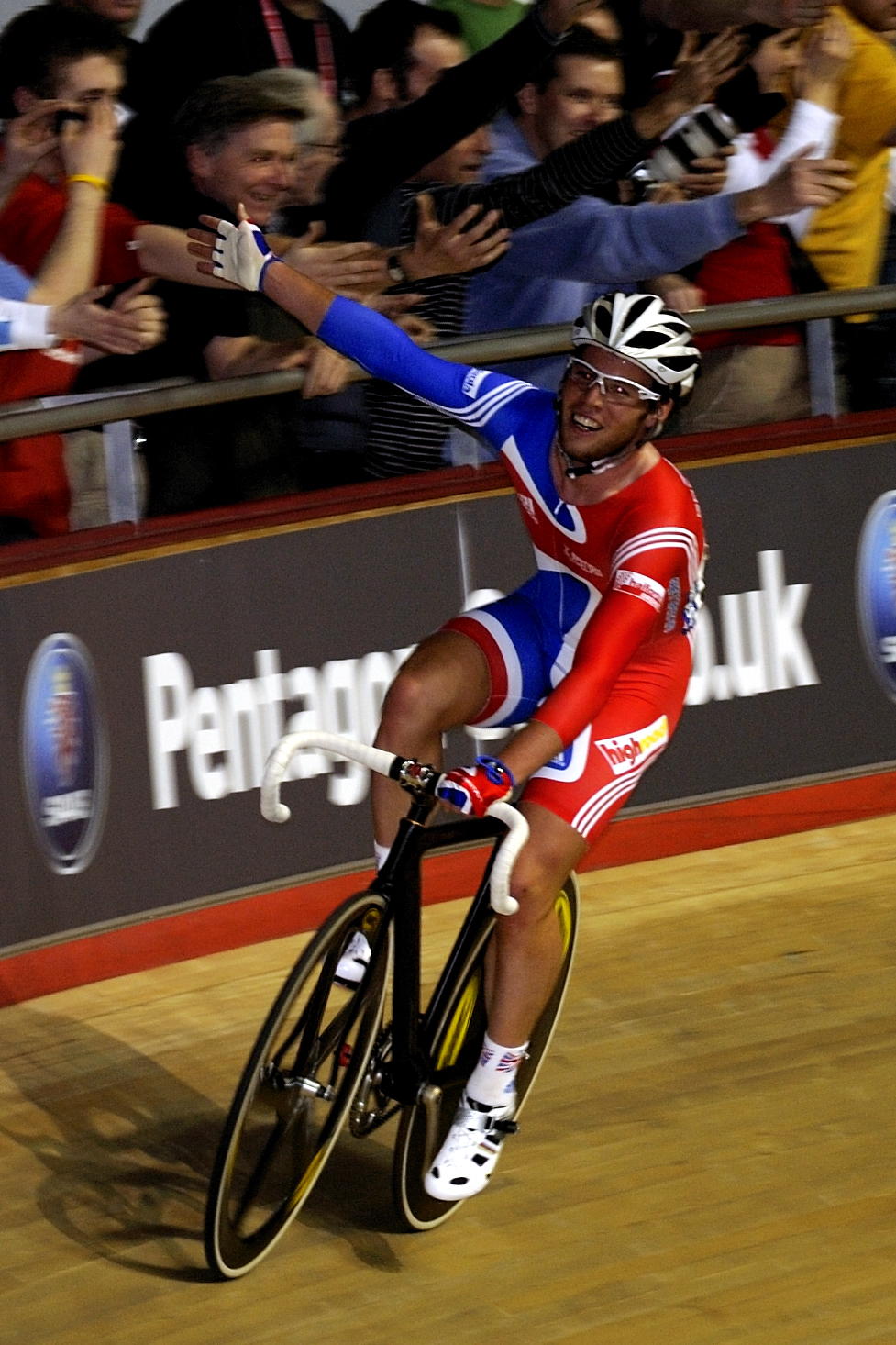
Mark Cavendish devient champion du monde de la course à l'américaine 2008 avec Bradley Wiggins.

En 2008, Cavendish retourne à la piste, et remporte pour la deuxième fois le Championnat du monde de l'américaine avec Bradley Wiggins, permettant à la Grande-Bretagne de terminer en tête du tableau des médailles,.
Il retrouve la piste aux Jeux olympiques de Pékin, et quitte le Tour de France au matin de la 15e étape pour préparer cette échéance. Le manager de l'équipe Columbia, Bob Stapleton, et lui s'accordaient pour dire que courir les Alpes risquait de compromettre ses chances. Néanmoins, Cavendish, associé à Bradley Wiggins, ne parvient pas à remporter une médaille, terminant huitième ex æquo de l'américaine. Il est le seul cycliste sur piste britannique à ne pas avoir remporté de médaille. Cavendish et Wiggins, déçus, se brouillèrent après cette défaite, et Cavendish ne cacha pas son ressentiment à l'égard de la Fédération britannique pour ne pas porter une attention suffisante à l'américaine. Chris Boardman rappela cependant que les engagements professionnels de Cavendish avaient aussi affecté sa préparation. En novembre 2008, Cavendish déclare qu'il n'a pas l'intention de courir à nouveau sur piste.
Sur la route, Cavendish remporte ses premières étapes sur un grand tour en enlevant deux victoires sur le Tour d'Italie. Il remporte quatre nouvelles étapes sur le Tour de France : la 5e étape à Châteauroux, puis la 8e à Toulouse, la 12e à Narbonne et la 13e à Nîmes, devenant ainsi le premier britannique à remporter 4 étapes au cours du même Tour. En quelques jours, à 22 ans, il devient le « quatrième meilleur coureur professionnel britannique de l'histoire », selon The Independent. Après la 14e étape, Cavendish abandonne le Tour pour se concentrer sur les Jeux olympiques de Pékin.
Le reste de sa saison est également une réussite, avec pas moins de onze nouvelles victoires, dont trois sur le Tour d'Irlande, qu'il abandonne le dernier jour, et trois autres sur le Tour du Missouri, où il remporte in extremis son premier classement par points de la saison. Il remporte aussi le Grand Prix de l'Escaut pour la deuxième fois consécutive. Sur le Tour de Romandie, Cavendish remporte le prologue devant son compatriote Bradley Wiggins, mettant en valeur ses prédispositions pour les contre-la-montre courts. Au cours de cette saison, terminée avec 17 victoires sur la route, Daniele Bennati, un de ses principaux adversaires, déclare : « Cavendish est le coureur le plus rapide du monde dans les 50 derniers mètres d'un sprint. »

#### 2009: Milan-San Remo et 9 étapes de Grand Tour

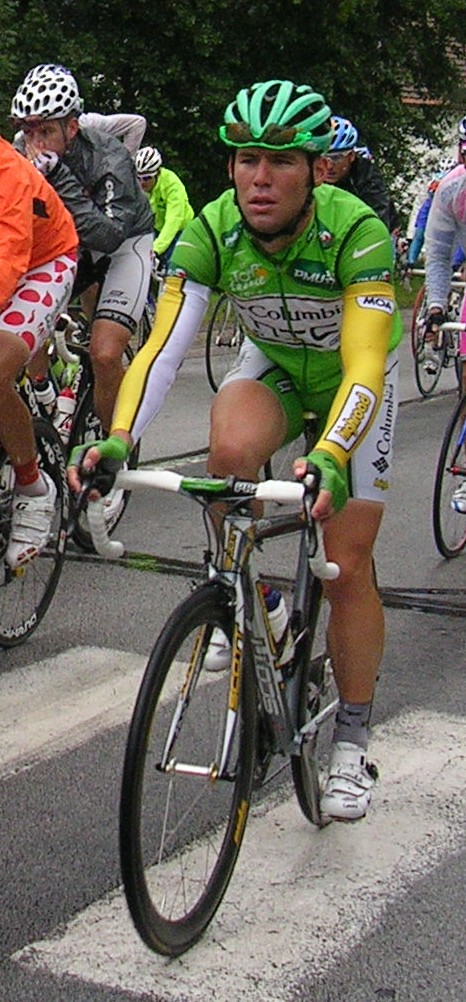
Mark Cavendish portant le maillot vert lors de la 13e étape du Tour de France 2009 Vittel-Colmar.

La saison 2009 de Cavendish commence au Tour du Qatar, où il est une nouvelle fois opposé à Tom Boonen. Mark Cavendish s'impose lors de la 4e étape à Madinat Al Shamal devant Heinrich Haussler puis récidive lors de la 6e et dernière étape à Doha Corniche devant Robert Förster. La 5e étape de l'épreuve a été annulée en raison du décès de Frederiek Nolf dans la nuit du 5 février. Cavendish termine ce Tour du Qatar à la 9e place alors que Tom Boonen remporte le classement général. Il prend ensuite part au Tour de Californie où il termine 5e du sprint lors de la 3e étape, remportée par Thor Hushovd puis s'impose lors des 4e et 5e étapes, à chaque fois devant Tom Boonen. Il remporte par la même occasion son premier classement par points de l'année. Il commence sa saison européenne à l'occasion de Tirreno-Adriatico, et se classe 2e sur la 3e étape, battu par Tyler Farrar avant de s'imposer quelques jours plus tard lors de la 7e étape devant le coureur américain.
Il participe ensuite à la première classique de la saison, Milan-San Remo. Après une semaine de déclarations inhabituellement humbles, il surmonte les difficultés dont ses adversaires estimaient qu'elles l'empêcheraient de l'emporter. Le final est animé par le sprint très long d'Heinrich Haussler que Cavendish parvient à remonter pour le devancer d'un rien sur la ligne d'arrivée. Il s'agit là de sa première victoire dans une grande classique. La semaine suivante, Cavendish participe aux championnats du monde sur piste, à la surprise générale après ses déclarations de l'année précédente. Il n'y obtient aucune médaille. Il participe ensuite aux Trois Jours de La Panne où il remporte au sprint les 2e et 3ea étapes.
Il prend ensuite part au Tour d'Italie où son équipe Columbia-High Road remporte le contre-la-montre par équipes inaugural ce qui permet à Cavendish de porter le maillot rose de leader. Il est battu au sprint le lendemain à Trieste par Alessandro Petacchi mais parvient tout de même à conserver sa tunique rose. Lors de la 3e étape, Petacchi s'impose à nouveau au sprint et prend le maillot rose à Cavendish. Il faut attendre la 9e étape courue autour de Milan pour voir le sprinteur de l'Île de Man s'imposer sur le Giro où il s'impose devant Allan Davis et Tyler Farrar. Il enchaîne ensuite à Arenzano lors de la 11e étape où il devance cette fois Tyler Farrar et Alessandro Petacchi avant de s'imposer à nouveau à Florence lors de la 13e étape devant Alessandro Petacchi et Allan Davis avant d'abandonner le soir même.
Cavendish lance alors sa préparation au Tour de France en prenant part au Tour de Suisse où il remporte au sprint la 3e étape devant Óscar Freire et Thor Hushovd avant de récidiver 3 jours plus tard à Bad Zurzach devançant cette fois Óscar Freire et Francesco Gavazzi.
Il prend ensuite le départ du Tour de France à Monaco et s'impose dès le premier sprint massif disputé à Brignoles lors de la 2e étape où il devance Tyler Farrar et Romain Feillu. Il récidive le lendemain à La Grande-Motte devançant cette fois au sprint Thor Hushovd et Cyril Lemoine. Il termine 3e de la 6e étape remportée par Thomas Voeckler devant Mikhail Ignatiev alors que Cavendish règle lui le peloton. Il remporte ensuite les 10e et 11e étapes à Issoudun devant Thor Hushovd et Tyler Farrar et à Saint-Fargeau devant Tyler Farrar et Yauheni Hutarovich. Il faut ensuite attendre la 19e étape et une arrivée à Aubenas pour revoir Cavendish s'imposer sur le Tour avant de le revoir s'imposer le 26 juillet, sur les Champs-Élysées, la plus prestigieuse arrivée pour les sprinteurs où il s'offre même le luxe de devancer son coéquipier et poisson-pilote Mark Renshaw.
En août, Cavendish remporte au sprint le Sparkassen Giro Bochum devant Gerald Ciolek et Andreas Stauff puis remporte ensuite la 2e étape du Tour d'Irlande à Killarney devant Michael Van Staeyen et Stuart O'Grady avant de prendre part au Tour du Missouri où il remporte la 1re étape devant Juan José Haedo et Thor Hushovd à Saint-Louis puis il récidive le lendemain à Cap-Girardeau devant Thor Hushovd et Juan José Haedo. Il doit cependant abandonner la compétition avant son terme en raison d'une infection pulmonaire. Celle-ci le pousse à renoncer à participer aux championnats du monde et à Paris-Tours. Cavendish termine la saison avec 25 succès dont 9 dans des grands tours

#### 2010: maillot vert de la Vuelta
En 2010, Mark Cavendish tarde un peu à s'imposer, il a notamment été battu au sprint par Theo Bos lors de la Clásica de Almería, et doit attendre la 2e étape du Tour de Catalogne pour décrocher son premier bouquet de la saison, devançant au sprint Juan José Haedo et Aitor Galdós. Début mai, il s'impose à l'occasion de la 2e étape du Tour de Romandie puis enchaine en devançant au sprint Juan José Haedo et Alexander Kristoff lors de la 1re étape du Tour de Californie mais il vient cependant échouer à la 3e place du sprint lors de la 4e étape de ce Tour de Californie, battu sur la ligne par l'italien Francesco Chicchi et Juan José Haedo. Cavendish revient ensuite en Europe où il continue sa préparation au Tour de France et prend part au Tour de Suisse. Lors de la 4e étape de l'épreuve, Mark Cavendish provoque une violente chute dans les derniers mètres où il entraîne notamment Heinrich Haussler et Lloyd Mondory au tapis. Cette chute lui vaudra par la suite de nombreuses accusations de la part de l'ensemble des observateurs et d'une partie des coureurs, le soupçonnant d'avoir volontairement fait chuter Haussler.

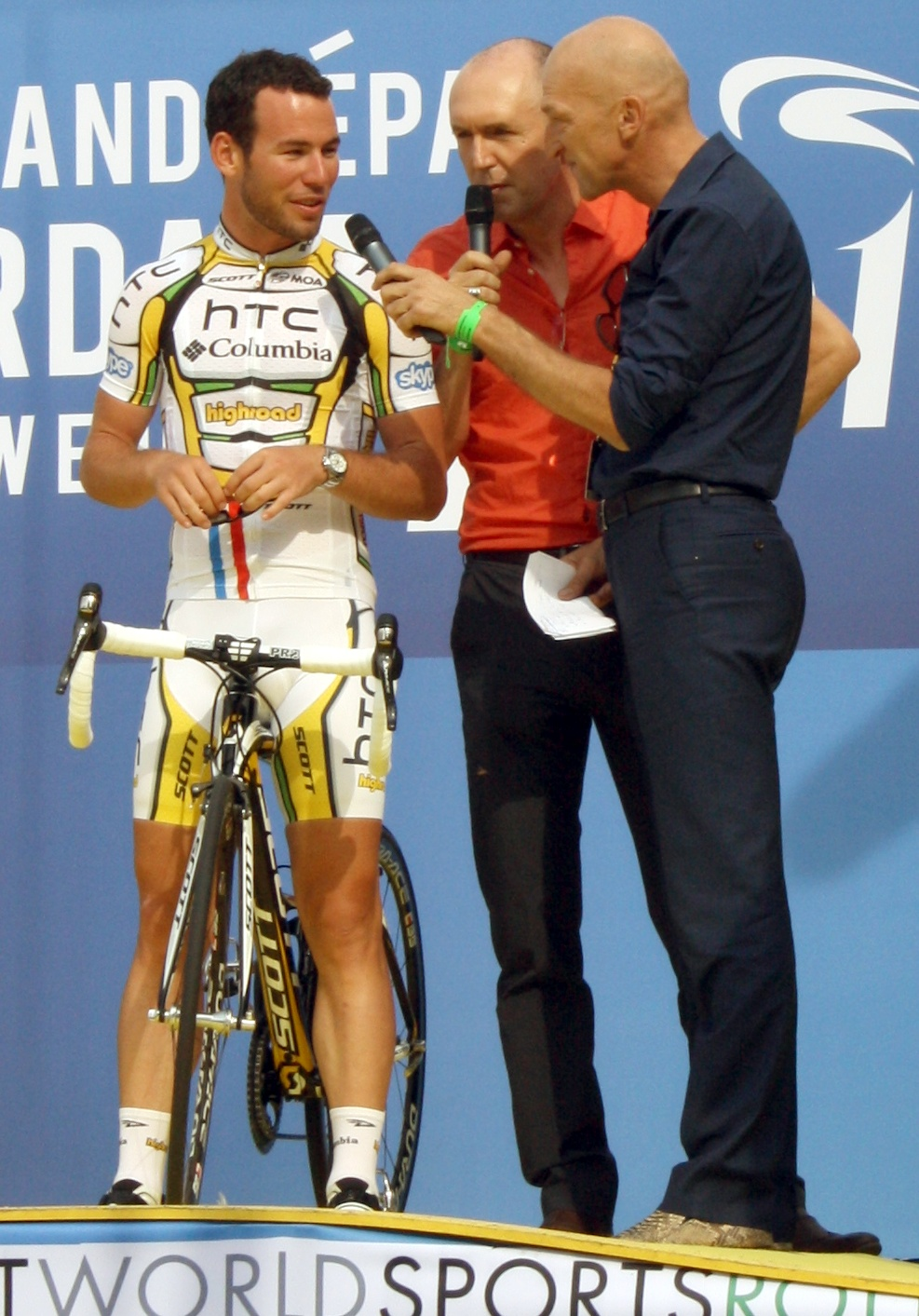
Cavendish lors de la présentation du Tour de France 2010

En juillet, Mark Cavendish se présente au départ du Tour de France à Rotterdam avec la ferme intention de gagner des étapes mais aussi de remporter son premier maillot vert. Malheureusement, il chute dans le final de la 1re étape. Il faut attendre la 5e étape pour voir Mark Cavendish lever les bras à Montargis où il devance au sprint Gerald Ciolek et Edvald Boasson Hagen. L'une des images forte de ce Tour de France 2010 restera les larmes de Mark Cavendish au moment d'aller chercher son bouquet sur le podium de cette étape à Montargis, soulageant ainsi un début de saison assez compliqué. Le lendemain, il récidive dans les rues de Gueugnon devançant cette fois Tyler Farrar et Alessandro Petacchi. Il faut ensuite attendre la 11e étape pour revoir Cavendish s'imposer, la montagne étant passée par là. Il règle à nouveau le peloton au sprint à Bourg-lès-Valence. La fin de Tour est elle aussi synonyme de sprints avec une nouvelle victoire d'étape du britannique à Bordeaux et surtout une deuxième victoire de rang sur la plus belle avenue du monde à l'occasion de la 20e étape du Tour de France 2010 qui reliait Longjumeau à l'Avenue des Champs-Élysées à Paris et il devançait au sprint le maillot vert de ce Tour de France 2010, Alessandro Petacchi et le néo-zélandais Julian Dean. Il est, cette année-là, le premier coureur à remporter deux fois de suite cette étape. Le ministre principal de l'île de Man, James Anthony Brown, loue les qualités du cycliste à l'issue de la course : « Ses réalisations ont fait les gros titres dans la presse internationale et mis l'île de Man sur le devant de la scène. Mark a montré le niveau que l'on peut atteindre avec du talent, de la détermination et le soutien d'une équipe. »
Il remporte la première étape du Tour d'Espagne, un contre-la-montre par équipes avec l'équipe HTC-Columbia et s'empare par la même occasion du maillot rouge de leader. Le lendemain, il est battu au sprint par Yauheni Hutarovich dans les rues de Marbella mais inscrit de précieux points pour sa conquête du maillot vert. Il est de nouveau battu au sprint, par Alessandro Petacchi lors de la 7e étape mais s'empare à l'issue de cette étape à Orihuela du maillot vert, qu'il ne lâchera plus. Il faut cependant attendre la 12e étape et une arrivée massive à Lleida pour le voir s'imposer sur cette Vuelta devant Tyler Farrar et son coéquipier Matthew Goss. Il récidive le lendemain à Burgos, devançant cette fois Thor Hushovd et Daniele Bennati. Il décroche sa 3e victoire d'étape sur cette Vuelta à Salamanque lors de la 18e étape réglant au sprint Juan José Haedo et Manuel António Cardoso. Le dernier sprint massif de ce Tour d'Espagne ne sourit pas à Mark Cavendish qui est battu à Madrid par Tyler Farrar mais il remporte le maillot vert de ce Tour d'Espagne, son premier sur un Grand Tour.
Cavendish termine la saison avec 11 succès dont 8 dans des grands tours.

#### 2011: maillot vert du Tour et champion du monde

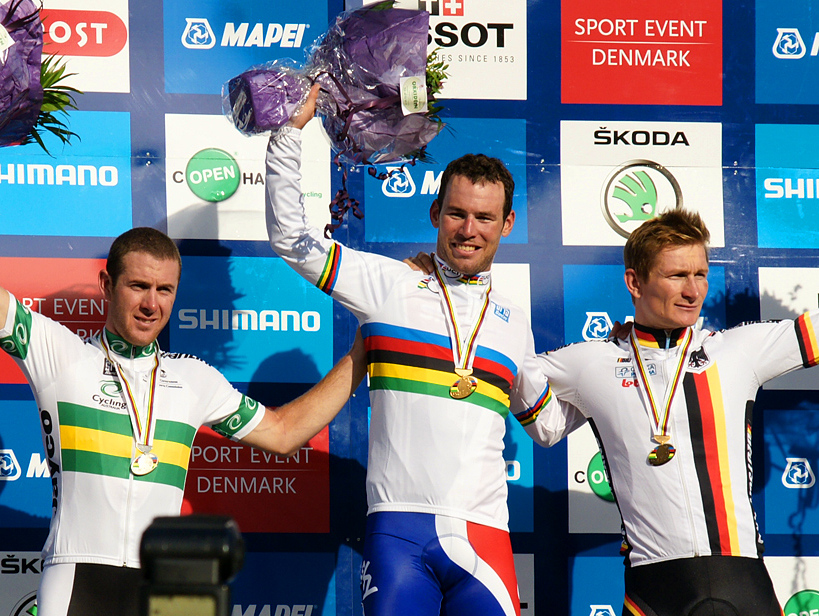
Cavendish sur le podium après son titre mondial.

Mark Cavendish commence sa saison 2011 à l'occasion du Tour du Qatar. Il y affiche une certaine méforme, comme souvent à cette période de la saison mais voit cependant son coéquipier et dernière rampe de lancement Mark Renshaw s'imposer sur cette épreuve. Il ne lui faut cependant patienter que quelques jours de plus pour aller décrocher son premier bouquet de l'année puisqu'il s'impose à l'occasion de la 6e et dernière étape du Tour d'Oman après avoir pris des places d'honneur dans les autres sprints, battu lors de la 2e étape par Theo Bos notamment. Il signe son retour en Europe d'une belle victoire lors du Grand Prix de l'Escaut devant Denis Galimzyanov et Yauheni Hutarovich. Il s'agit là de sa 3e victoire sur cette épreuve après ses succès en 2007 et 2008 ce qui fait de lui le recordman de victoires de l'épreuve. Il prend ensuite part à la saison des classiques flandriennes et termine 60e de Gand-Wevelgem et prend part à son premier Paris-Roubaix qu'il ne termine pas. Il se rend ensuite sur les routes du Tour d'Italie. Son équipe, HTC-Highroad, remporte le contre-la-montre par équipes inaugural et fait de lui le grand favori au maillot rose le lendemain. Bien qu'il soit battu par Alessandro Petacchi lors de cette 2e étape, Cavendish parvient à endosser le maillot rose de leader. Lors de la 3e étape, alors que le peloton chasse derrière l'échappée en direction de Rapallo, le belge Wouter Weylandt est victime d'une très violente chute dans la descente du Passo del Bocco qui paralyse le peloton. L'échappée se dispute la victoire et Cavendish perd sa tunique rose. On apprendra peu après l'arrivée des coureurs le décès de Wouter Weylandt. La 4e étape est, quant à elle, neutralisée par l'ensemble du peloton en hommage au coureur de la formation Leopard-Trek décédé tragiquement la veille. La course reprend ses droits lors de la 5e étape mais il faut attendre la 10e étape pour voir, enfin, Mark Cavendish s'imposer sur ce Tour d'Italie. Il récidivera 2 jours plus tard à Ravenne avant de quitter la course au soir de la 12e étape, le parcours devenant trop montagneux pour lui qui préfère désormais se tourner vers le Tour de France. Mark Cavendish prend une nouvelle fois le départ du Tour avec l'ambition de ramener le maillot vert à Paris en se concentrant donc sur les sprints. Il est cependant battu lors du premier emballage massif lors de la 3e étape, où il ne termine que 5e largement devancé par Tyler Farrar, qui rendait hommage en franchissant la ligne à son meilleur ami Wouter Weylandt. La deuxième arrivée au sprint, au Cap Fréhel n'échappe cette fois pas au sprinteur britannique qui devance alors Philippe Gilbert et José Joaquín Rojas. Il s'impose à nouveau au sprint à Châteauroux lors de la 7e étape et continue de ramasser de nombreux points pour le maillot vert. Cavendish sera cependant battu par son « meilleur ennemi » André Greipel, lors de la 10e étape arrivant à Carmaux mais prendra sa revanche sur « le Gorille » le lendemain en le battant au sprint à Lavaur. Il faut ensuite attendre la 15e étape et une arrivée à Montpellier pour voir Cavendish triompher, avant d'accrocher, quelques jours plus tard, une troisième victoire d'étape sur l'Avenue des Champs-Élysées devançant Edvald Boasson Hagen et André Greipel. C'est la troisième fois consécutive qu'il gagne à Paris ce qui lui permet d'établir un nouveau record. Cavendish remporte également le maillot vert du Tour de France pour la première fois de sa carrière. Il est également l'un des rares coureurs (le 5e) à la fois porteur du maillot vert et vainqueur de l'étape des Champs-Élysées. Faute de nouveaux sponsors, l'équipe HTC-Highroad est dissoute en fin d'année et ne sera donc pas dans le peloton lors de la saison 2012.
En août, il s'impose lors de la London-Surrey Cycle Classic, course disputée dans les rues de Londres sur le même circuit que celui de l'épreuve sur route des Jeux olympiques d'été de 2012 dont il a fait un grand objectif pour 2012. Cavendish participe au Tour d'Espagne fin août pour préparer les championnats du monde mais il abandonne au cours de la 3e étape car il souffrait de la chaleur. Il reprend la compétition lors du Tour de Grande-Bretagne en vue des championnats du monde dont il a fait un grand objectif. Il remporte ainsi la 1re étape de l'épreuve devant son coéquipier Mark Renshaw avant de récidiver lors de la 8e étape, toujours devant Mark Renshaw. Le 25 septembre 2011, il se présente au départ du championnat du monde dans le fauteuil du grand favori. Après une course parfaitement gérée par la sélection britannique, Cavendish s'impose au sprint devant Matthew Goss et André Greipel. Il annonce alors son rêve de remporter l'épreuve sur route des Jeux olympiques d'été de 2012 à domicile. Le 11 octobre 2011, l'équipe Sky de Dave Brailsford officialise le recrutement de Mark Cavendish pour la saison 2012. Celui-ci emmène avec lui son coéquipier et ami Bernhard Eisel dans sa nouvelle équipe.

#### 2012: triple vainqueur d'étape sur le Giro et le Tour, échec aux Jeux olympiques

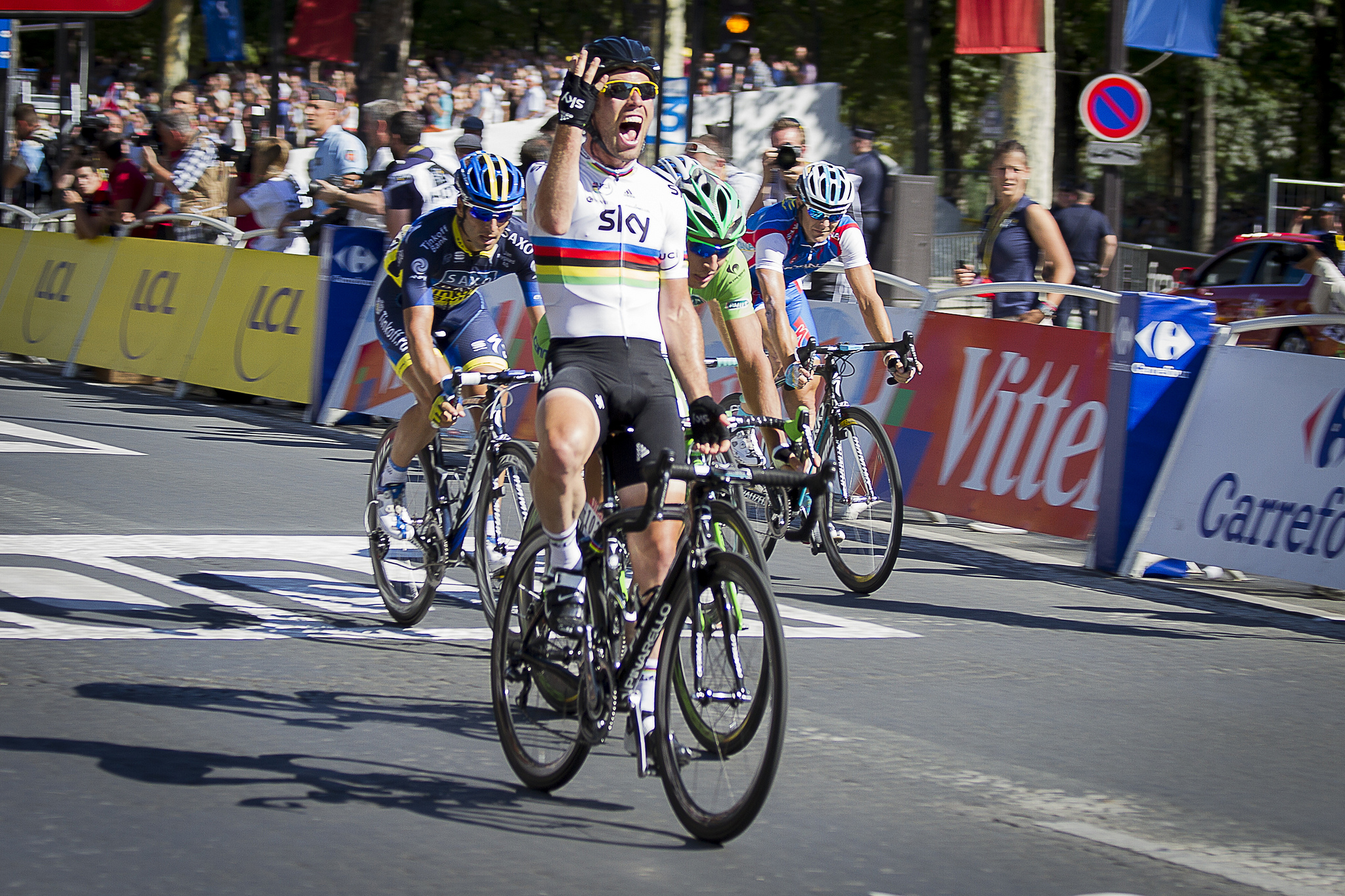
Cavendish vainqueur pour la quatrième année consécutive de la dernière étape du Tour sur les Champs-Élysées.

Mark Cavendish commence sa saison, comme à son habitude, lors du Tour du Qatar où il remporte 2 étapes et prend la 6e place du classement général final, remporté par Tom Boonen. Il s'envole ensuite pour le Tour d'Oman mais son meilleur résultat n'est qu'une décevante 8e place lors de la 3e étape. Cavendish rentre ensuite en Europe et dispute Kuurne-Bruxelles-Kuurne qu'il remporte juste devant Yauheni Hutarovich et Kenny van Hummel. C'est ensuite lors de Tirreno-Adriatico que le sprinteur britannique retrouvera le chemin de la victoire lors de la 2e étape, devançant au sprint Óscar Freire et Tyler Farrar. Il participe ainsi à Milan-San Remo mais abandonne en cours de course. Cavendish se lance ensuite dans sa préparation en vue du Tour d'Italie où il compte bien remporter le classement par points et participe ainsi au Tour de Romandie. Il y réalise un très bon prologue dont il prend la 3e place juste derrière son coéquipier Geraint Thomas et Giacomo Nizzolo mais il ne parvient cependant pas à décrocher de victoire d'étape sur l'épreuve et abandonne après 4 étapes. Il prend donc part en mai au Tour d'Italie dont le départ est donné d'Herning, au Danemark avec le maillot de champion du monde sur les épaules. Il ne se rate pas sur ce Giro et s'impose dès le premier emballage massif dans les rues d'Herning lors de la 2e étape où il devance Matthew Goss et Geoffrey Soupe. Le lendemain, il est victime d'une violente chute à 150 mètres de la ligne d'arrivée à Horsens, provoquée par Roberto Ferrari. Cavendish marque le retour du peloton en Italie par une nouvelle victoire d'étape lors de la 5e étape à Fano. Il faut ensuite attendre la 11e étape pour voir un nouveau sprint massif, la montagne étant passée par là, mais il ne prend que la 4e place à Montecatini Terme derrière Roberto Ferrari, Francesco Chicchi et Tomas Vaitkus mais reprend la tunique de meilleur sprinteur à Matthew Goss au terme de cette étape. Cavendish s'impose à nouveau au sprint lors de la 13e étape à Cervere où il devance sur la ligne Alexander Kristoff et Mark Renshaw. La 18e étape de ce Tour d'Italie est la dernière occasion pour les sprinteurs de s'imposer sur ce Giro et c'est Andrea Guardini qui est le plus rapide à Vedelago où il bat sur la ligne Mark Cavendish. S'ensuit pour Cavendish une véritable bataille pour les points face à Joaquim Rodríguez pour remporter le maillot rouge mais le coureur espagnol s'empare de cette tunique au soir de la 20e étape au col du Stelvio. Cavendish perd donc son maillot rouge de meilleur sprinteur du Giro pour à peine un point face à Joaquim Rodríguez mais terminera ce Giro avec deux autres récompenses, puisqu'il remporte le classement Azzurri et aussi le classement de la combativité.
En juin, Cavendish remporte la première course à étapes de sa carrière, le Ster ZLM Toer, grâce au jeu des bonifications accordées pour les sprints. Il n'y gagne pourtant aucune étape, mais se classe toujours parmi les premiers.
Il entreprend le Tour de France dans un rôle de domestique, donnant la priorité à la recherche de la victoire finale par son coéquipier Bradley Wiggins. Il doit donc se débrouiller sans son « train » pour l'entraîner vers la ligne d'arrivée lors des sprints de fin d'étape. On le voit apporter des bidons aux coureurs et même dicter le rythme à l'avant du peloton lors des premiers cols de certaines épreuves de montagne. Il réussit malgré tout à remporter 3 étapes : la 2e, à Tournai où il devance André Greipel et Matthew Goss, la 18e à Brive-la-Gaillarde devant Matthew Goss et Peter Sagan et la dernière sur les Champs-Élysées, où son coéquipier et porteur du maillot jaune Bradley Wiggins est aperçu en tête de peloton dans les derniers kilomètres pour l'aider à disputer le sprint. Cavendish bat dans cette édition de la Grande Boucle le record du nombre de victoires de la dernière étape sur les Champs-Élysées (4 au total et de façon consécutive de 2009 à 2012). Il porte son total de victoires d'étapes à 23 et devient le quatrième plus grand vainqueur d'étapes du Tour devançant André Darrigade,.
Son objectif principal de la saison, la course sur route des Jeux de Londres 2012, n'est pas couronné de succès. Ses compatriotes de l'équipe britannique, Bradley Wiggins, Christopher Froome, Ian Stannard et David Millar ne réussissent pas à rejoindre l'échappée de plus de 30 coureurs s'étant formée sur l'ascension de Box Hill. Il laisse donc échapper l'un de ses grands objectifs de la saison et termine à une anecdotique 29e place. Il part ensuite disputer le Tour du Danemark où il retrouve un beau plateau de sprinteurs et termine notamment 4e de la 4e étape à Odense remportée par Alexander Kristoff avant de s'imposer à Frederiksberg lors de la 6e et dernière étape de l'épreuve. Il prend ensuite part au Tour de Grande-Bretagne, sa dernière course avec le maillot de champion du monde sur les épaules. Il est battu au sprint par Leigh Howard lors de la 2e étape mais s'impose ensuite sur les 3e, 4e et 8e étapes terminant ainsi à merveille son règne en tant que champion du monde. Il remet ensuite son titre en jeu lors des championnats du monde de Fauquemont dont l'arrivée est située peu après le Cauberg. Malgré une belle course, Cavendish ne peut défendre ses chances et passe donc le témoin au belge Philippe Gilbert alors que Cavendish abandonnera la course.
Le 18 octobre, la chaîne Sky Sports annonce la signature de Mark Cavendish dans l'équipe Omega Pharma-Quick Step pour la saison 2013.

#### 2013: maillot rouge du Giro

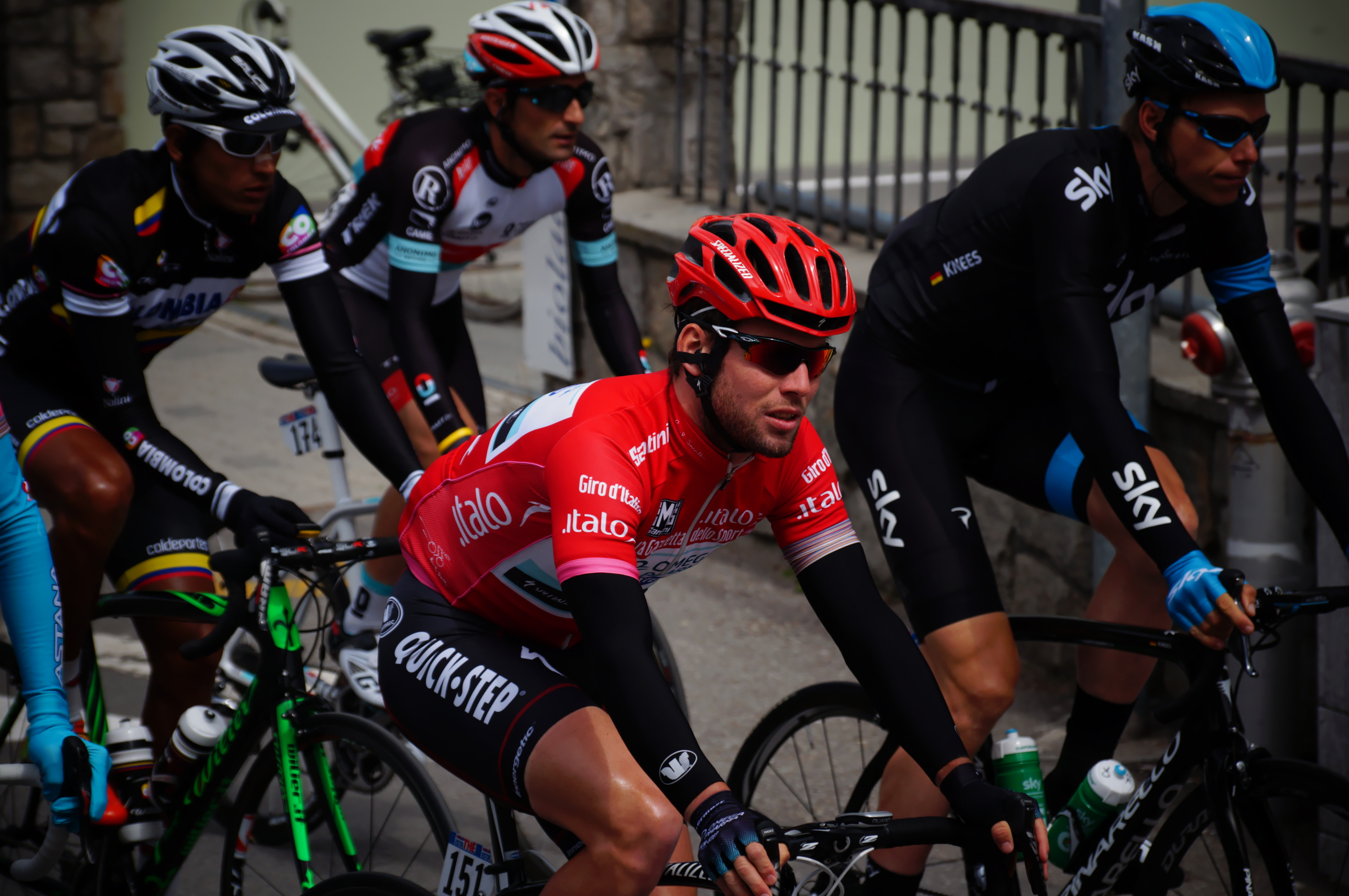
Il remporte le maillot rouge sur le Tour d'Italie 2013, devenant le cinquième coureur à remporter le classement par points des trois grands tours.

Lorsque Cavendish a signé chez Omega Pharma-Quick Step, s'est posée la question de son efficacité sans son train habituel. Cependant, il aura l'avantage de ne plus être barré par des ambitions dans les classements généraux, en l'occurrence celles de Bradley Wiggins. Dans l'équipe de Patrick Lefevere, c'est finalement Gert Steegmans qui tiendra le rôle de dernier lanceur pour Cavendish.
Il s'impose dès sa première course avec sa nouvelle équipe, la première étape du Tour de San Luis, puis est 2e le lendemain. Il s'adjuge le Tour du Qatar, en remportant les 4 dernières étapes, ce qui constitue le record de victoires d'étape consécutives. Il participe ensuite au Tour d'Algarve, où il prend la 6e place de la première étape. Par la suite, il se classe 6e des Trois jours de Flandre-Occidentale et il est placé lors des deux sprints de Tirreno-Adriatico (5e et 2e). Quelques jours plus tard, il prend la neuvième place d'un Milan-San Remo disputé dans des conditions atmosphériques très difficiles remporté par le coureur allemand Gerald Ciolek. Cavendish termine ce mois de mars par une 18e place sur Gand-Wevelgem et par une victoire lors de la 2e étape des Trois Jours de La Panne, sa centième victoire sur route en tant que professionnel, dont il finit 10e du classement général. Dans la foulée, il se classe 2e du Grand Prix de l'Escaut, juste derrière Marcel Kittel. Il prend à la fin du mois le départ du Tour de Romandie, qu'il abandonne lors de la 4e étape.
Il prend ensuite le départ du Tour d'Italie, où il souhaite enfin remporter le classement par point, le seul classement par point de Grand Tour manquant à son palmarès. Il s'impose le premier jour à Naples au terme d'une étape sans grande difficulté marquée cependant par une chute dans le final et devance sur la ligne Elia Viviani et Nacer Bouhanni ce qui lui permet de prendre le maillot rose, maillot qu'il perd le lendemain, à la suite du contre-la-montre par équipe. Il remporte ensuite la 6e étape au sprint à Margherita di Savoia devant Elia Viviani et Matthew Goss où il reprend par la même occasion les commandes du classement par points, puis récidive lors de la 12e étape à Trévise, puis le lendemain à Cherasco avant de remporter la 21e et dernière étape de ce Tour d'Italie devant Sacha Modolo et Elia Viviani. Cette régularité dans les sprints lui permet de réaliser son objectif et de remporter ainsi le classement par points du Giro, classement qu'il remporte de justesse devant Vincenzo Nibali grâce à sa victoire dans cette dernière étape et remporte également le classement Azzurri et le classement de la combativité, classements qu'il avait déjà remporté en 2012. Il devient ainsi un des très rare coureur vainqueur du classement par points sur les 3 Grands Tours durant sa carrière.
En juin, Cavendish prend part au Ster ZLM Toer dont il est tenant du titre. Il ne parvient cependant pas à remporter d'étapes, étant battu au sprint par Theo Bos et André Greipel lors de la 2e étape avant d'échouer le lendemain derrière Marcel Kittel et André Greipel puis à la 8e place sur les 4e et 5e étapes. Sa régularité lui permet de terminer à la 3e place du classement général, derrière Lars Boom et André Greipel. Le 23 juin 2013, il remporte pour la première fois de sa carrière le championnat de Grande-Bretagne sur route en devançant Ian Stannard et David Millar.
En juillet, Cavendish prend part à la 100e édition du Tour de France. Grand favori pour la conquête du premier maillot jaune, il est piégé par une chute à 6 kilomètres de l'arrivée de cette 1re étape à Bastia. Il s'impose au sprint lors de la cinquième étape devant Edvald Boasson Hagen et Peter Sagan. Quelques jours plus tard, lors de l'arrivée à Saint-Malo à l'occasion de la 10e étape, il prend part au sprint massif et provoque la chute de Tom Veelers, mais ne sera finalement pas déclassé. Il termine 3e de cette étape derrière Marcel Kittel et André Greipel. 2 jours plus tard, à Tours, il est de nouveau devancé au sprint par Marcel Kittel mais parvient à s'imposer le lendemain à Saint-Amand-Montrond au terme d'une étape marquée par les bordures qui lui ont permis de se débarrasser de la quasi-totalité des sprinteurs. Il prend également part au traditionnel sprint sur l'Avenue des Champs-Elysées à l'occasion de la 21e étape, exceptionnellement disputée en soirée mais il est battu, pour la première fois depuis quatre ans sur cette dernière étape du Tour de France par le duo allemand Marcel Kittel et André Greipel.
Le sprinteur italien Alessandro Petacchi rejoint en août la formation Omega Pharma-Quick Step avec pour but d'aider Cavendish dans les arrivées massives.
En fin de saison, Cavendish obtient une victoire d'étape lors du Tour du Danemark puis trois succès d'étapes lors du Tour de Grande-Bretagne en septembre. Il est ensuite sélectionné pour participer au championnat du monde, course disputée dans des conditions météo dantesque et que Cavendish ne termine pas.

#### 2014: une saison décevante

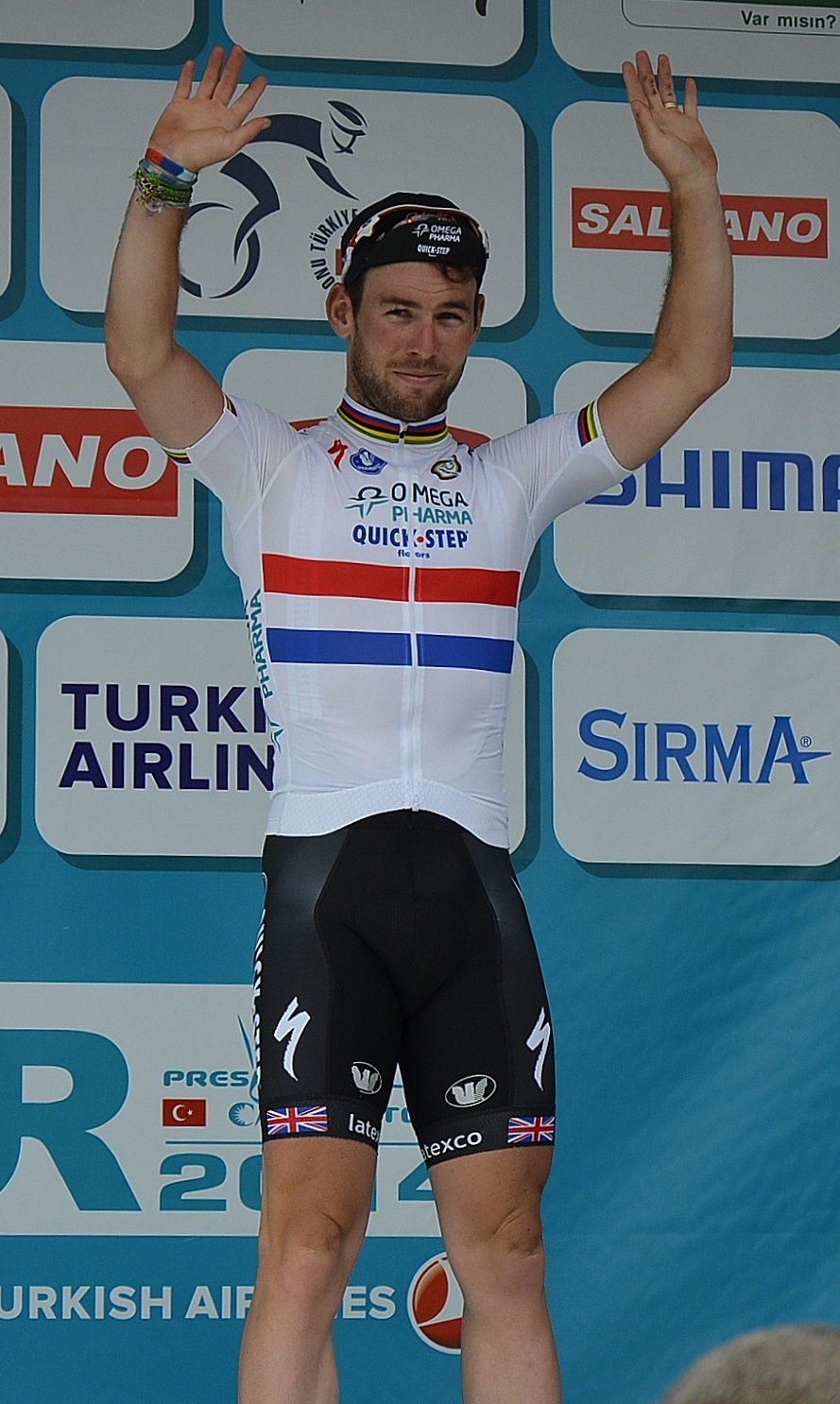
Lors du Tour de Turquie 2014.

Il dispute sa première course lors du Tour de San Luis, puis il enchaîne avec la première édition du Dubaï Tour. Il remporte sa première victoire lors du Tour de l'Algarve. En mars, il ajoute une victoire sur Tirreno-Adriatico, où il porte le maillot de leader durant deux étapes, puis il prend la cinquième place de Milan-San Remo après avoir lancé son sprint de trop loin. Cavendish décide de ne pas participer au Tour d'Italie. À la place, il prend part au Tour de Turquie, où il remporte quatre étapes et le classement par points, ainsi qu'au Tour de Californie où il s'adjuge deux étapes.
Aligné sur le Tour de Suisse en préparation du Tour de France, il ajoute une victoire lors de la quatrième étape, mais chute le lendemain lors de l'arrivée au sprint de la cinquième étape. Le Tour de France est son principal objectif de l'année. À domicile, il envisage de porter le maillot jaune en remportant la première étape qui se déroule en Angleterre. Il est néanmoins responsable d'une chute lors du sprint disputé à l'arrivée de cette première étape et doit abandonner la course en raison d'une blessure à l'épaule.
Il reprend la compétition en août lors du Tour de l'Ain, puis renonce au Tour d'Espagne, terminant sa saison 2014 sans avoir disputé de grand tour. Cavendish revient en forme lors du Tour du Poitou-Charentes, où il remporte les deux premières étapes. En septembre, il participe à sa dernière course sur route de l'année lors du Tour de Grande-Bretagne, sans pouvoir remporter d'étape. Fin novembre, avec son coéquipier Iljo Keisse, il se classe deuxième des Six jours de Gand.

#### 2015: succès d'étape au Tour
Comme les deux années précédentes, il commence sa saison en Argentine, lors du Tour de San Luis. Battu au sprint à deux reprises par le Colombien Fernando Gaviria, il parvient à gagner la dernière étape.
Revanchard après une saison 2014 marquée par les blessures, il s'aligne sur le Dubaï Tour et remporte au sprint les 1re et 4e étapes ainsi que le classement général. Il prend ensuite le départ de la Clásica d’Almería. Bien lancé par Mark Renshaw, il devance Juan José Lobato pourtant en forme en ce début de saison. Sur Kuurne-Bruxelles-Kuurne, il s'impose au sprint devant Alexander Kristoff. Sur le Tour de France, il souffre de la domination d'André Greipel, mais parvient tout de même à remporter la 7e étape à Fougères.
Cavendish est sélectionné pour la course en ligne des championnats du monde de Richmond à la fin du mois de septembre. Il est annoncé comme l'un des deux chefs de file de la sélection britannique avec Geraint Thomas. Thomas déclare forfait au sortir du Tour d'Espagne, suivi de Cavendish en raison des conséquences d'une chute lors du Tour de Grande-Bretagne au début du mois de septembre. Cavendish stoppe sa saison dans la foulée après une intervention chirurgicale sur son épaule gauche touchée lors de sa chute.

#### 2016-2019: passage difficile chez Dimension Data
Au milieu du mois de septembre 2015, Patrick Lefevere, dirigeant de l'équipe Etixx-Quick Step où évolue Cavendish, confirme un possible départ de ce dernier. Dès juillet, l'équipe MTN-Qhubeka est évoquée comme possible formation pour Cavendish en 2016. Ce transfert se concrétise à la fin du mois de septembre, Cavendish rejoint alors l'équipe dont le nom à partir de 2016 est Dimension Data. Il dispose avec la formation sud-africaine, nouvellement promue au World Tour, d'un contrat de trois ans. Son arrivée est accompagnée sur sa demande de celles de Mark Renshaw et Bernhard Eisel, reconstituant ainsi un trio prolifique sous les couleurs d'HTC-Highroad cinq ans auparavant.
Sous ses nouvelles couleurs, il remporte pour la seconde fois de sa carrière le Tour du Qatar en remportant une étape. Le samedi 2 juillet, il remporte la première étape du Tour de France, reliant le Mont Saint-Michel à Utah Beach, devenant ainsi pour la première fois de sa carrière maillot jaune sur le Tour. Deux jours plus tard, il gagne la troisième étape arrivant à Angers et le jeudi 7 juillet la sixième étape arrivant à Montauban. Cette dernière victoire lui permet de dépasser Bernard Hinault avec 29 victoires sur le Tour. Il remporte une quatrième étape neuf jours plus tard. Au mois d'août il termine deuxième de l'omnium aux Jeux olympiques d'été. Considéré comme l'un des favoris du championnat du monde au Qatar, Cavendish profite d'une bordure créée par ses équipiers pour se placer à l'avant et piéger d'autres favoris comme Marcel Kittel, Nacer Bouhanni ou John Degenkolb. Dans l'emballage final, il parait longtemps en mesure de l'emporter avant de se faire remonter par Peter Sagan, et doit ainsi se contenter de la médaille d'argent. Moins d'une semaine plus tard il remporte deux étapes du Tour d'Abou Dhabi et porte le maillot rouge de leader de cette course pendant une journée,.

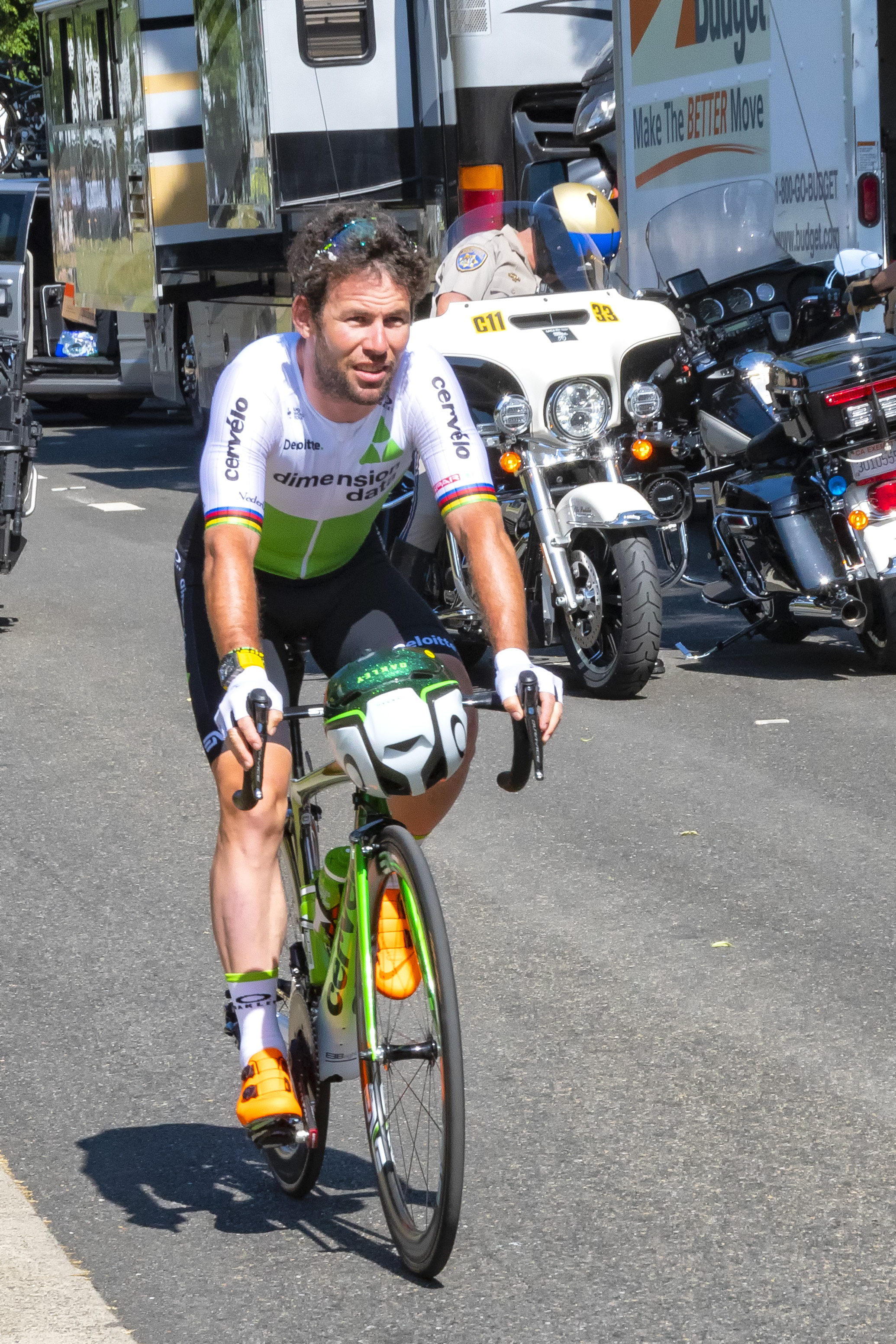
Lors du Tour de Californie 2018.

Ayant terminé sa saison 2016 tardivement, Mark Cavendish se repose durant l'hiver et ne se fixe pas d'objectif important en début de saison. Le Tour de France est son principal rendez-vous, avec en ligne de mire le record de victoires d'étapes d'Eddy Merckx. Il commence sa saison au Dubaï Tour, où il se satisfait d'une troisième place d'étape pour meilleur résultat. Il enchaîne avec le Tour de l'Algarve, où il se fait équipier d'Edvald Boasson Hagen, puis dispute le Tour d'Abou Dhabi. Il y décroche sa seule victoire de l'année, devant André Greipel, et s'impose au classement par points. Ayant peu couru depuis le début d'année, il aborde Tirreno-Adriatico puis Milan-San Remo sans ambition, d'autant qu'une douleur à la cheville le handicape lors de la dernière étape de Tirreno. Cette blessure, expliquée par la fatigue par le médecin d'équipe, réapparaît quelques semaines plus tard et le force à déclarer forfait pour Paris-Roubaix. C'est ensuite une mononucléose (le virus d'Epstein-Barr) qui lui est diagnostiquée et le maintient hors course jusqu'en juin. Il reprend la compétition au Tour de Slovénie, où il est deuxième d'étape derrière Sam Bennett, puis est au départ du Tour de France à Düsseldorf. Il prend une quatrième place rassurante lors de la deuxième étape, à Liège. Cependant lors de la quatrième étape du Tour de France, il chute à quelques mètres de la ligne d'arrivée à Vittel. Souffrant d'une omoplate fracturée, il abandonne dans la soirée. Après un retour en compétition au Tour de Grande-Bretagne, il est contraint de déclarer forfait pour le championnat du monde sur route,. Il se rabat sur des courses en France, en Belgique, en Italie. Paris-Tours est sa dernière course d'une saison qu'il décrit comme la « plus difficile de sa carrière ».
En 2018, il renoue avec la victoire lors de la 3e étape du Dubaï Tour. Il court ensuite le Tour d'Oman, où il est deuxième de la première étape. Sur le Tour d'Abou Dhabi, il chute dans la zone neutralisée de la première étape, en raison d'un freinage de la voiture des commissaires. Il tombe sur l'épaule qu'il s'est fracturé au Tour de France de l'année précédente et est contraint d'abandonner. Il chute à nouveau lors du contre-la-montre par équipes, ouvrant Tirreno-Adriatico et termine hors délais. Sur Milan-San Remo, il chute lourdement dans une borne dans les 10 derniers kilomètres alors que le peloton s'approche de la montée cruciale du Poggio di San Remo. Il subit une autre fracture des côtes, des ecchymoses et des écorchures. En juillet, il échoue dans son objectif de remporter une étape du Tour de France, étant hors délais lors de la onzième étape. En août, il est forfait pour le Tour de Grande-Bretagne en raison du virus d'Epstein-Barr. D'après son équipe, il serait porteur du virus depuis plusieurs mois.
Il fait son retour à la compétition en janvier 2019 sur le Tour de San Juan. Il n'obtient aucune victoire sur les six premiers mois de l'année, son meilleur résultat étant une troisième place sur une étape du Tour de Turquie. De ce fait, pour la première fois depuis 2006, il n'est pas sélectionné pour participer au Tour de France et déclare être « absolument bouleversé par cette décision ». Fin juillet, il est sélectionné pour représenter son pays aux championnats d'Europe de cyclisme sur route. Il s'adjuge à cette occasion la trente-et-unième place de la course en ligne.

#### 2020: passage à vide chez Bahrain-McLaren
Il rejoint l'équipe Bahrain-McLaren pour la saison 2020, où il retrouve son mentor, le manager Rod Ellingworth. Au début de saison, Cavendish voit ses espoirs de participer à la course à l'américaine des Jeux olympiques de 2020 anéantis lorsqu'il n'est pas inclus dans les équipes britanniques pour la dernière manche de la Coupe du monde sur piste 2019-20 à Milton, ni aux mondiaux de Berlin, le rendant inéligible pour être sélectionné pour les Jeux,. Il fait ses débuts pour Bahrain-McLaren lors du Tour d'Arabie saoudite en février, où il aide son coéquipier Phil Bauhaus à remporter deux étapes et la victoire au général. Au cours de la saison, il alterne entre un rôle de sprinteur (sans connaitre la réussite) et d'équipier. En avril, alors que la saison est arrêtée en raison de la pandémie de Covid-19, il explique avoir souffert d'une dépression clinique,. Le 1er mai, durant l'arrêt des compétitions, il effectue l'Everesting virtuel de l'Alpe du Zwift, « en compagnie » de Luke Rowe. Après la reprise des compétitions en juillet, il n'est pas sélectionné pour le Tour de France. Il déclare ne pas être prêt pour le Tour, en raison d'un manque de compétition et du parcours particulièrement difficile et montagneux de la course. Il participé aux classiques pavées retardées à l'automne, participant à un certain nombre d'échappées matinales. Après avoir couru le Grand Prix de l'Escaut, le Tour des Flandres et les Trois Jours de Bruges-La Panne, il déclare dans une interview qu'il avait eu « (son) meilleur mois de course depuis longtemps » et indique qu'il veut continuer à courir « pendant quelques saisons de plus ». En fin d'année, il se retrouve sans contrat pour la saison suivante.

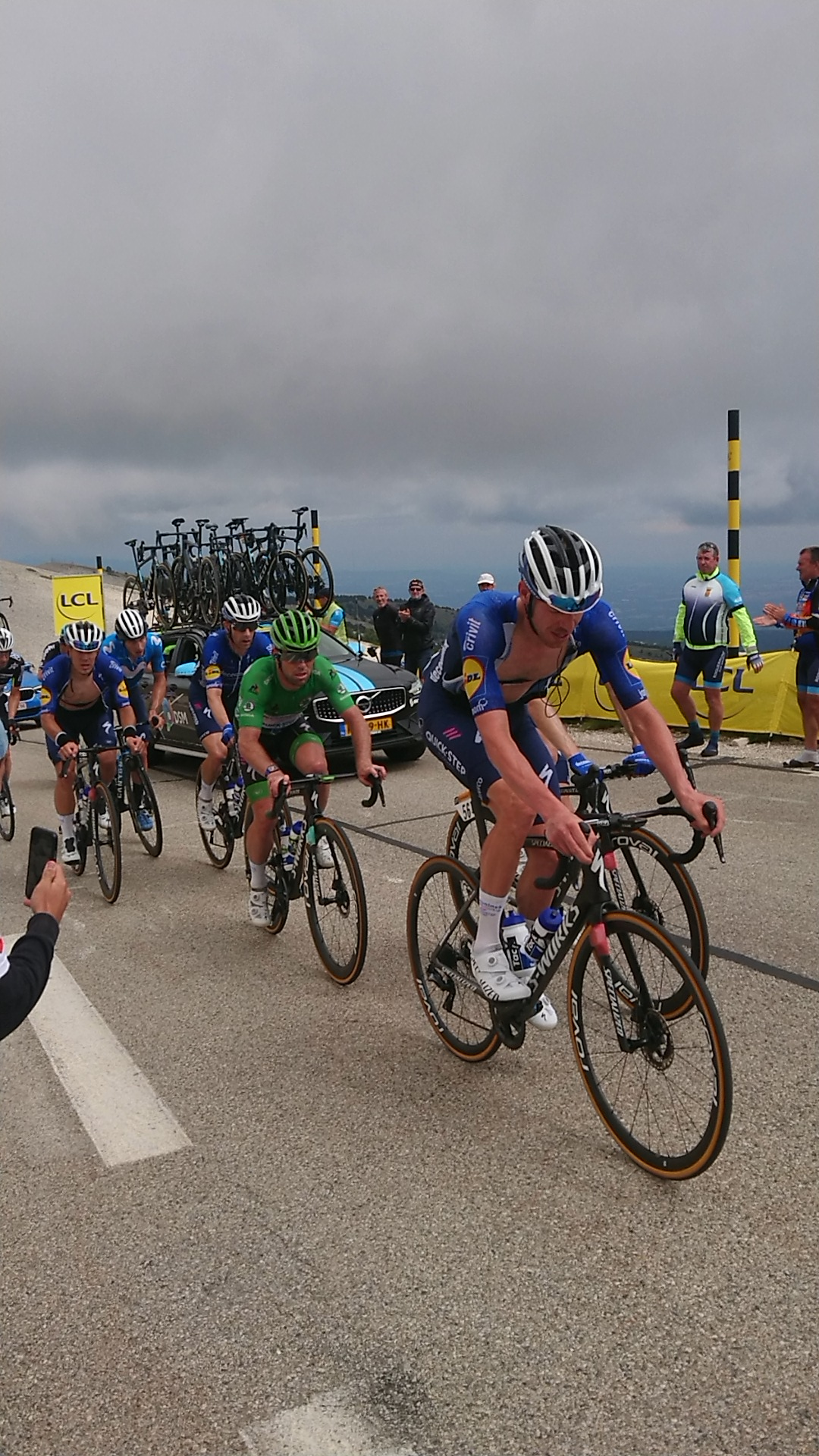
Mark Cavendish au Mont Ventoux lors du Tour de France 2021.

#### 2021: retour gagnant chez Deceuninck-Quick Step
Alors qu'il pensait mettre un terme à sa carrière à la fin de la saison 2020, il retrouve un contrat chez Deceuninck-Quick Step, équipe pour laquelle il avait déjà couru entre 2013 et 2015 et où figure le sprinteur Sam Bennett. Il court avec le salaire minimum de 40 000 € et il doit amener son propre sponsor dans l'équipe. En début de saison, il se classe deuxième du Grand Prix Jean-Pierre Monseré derrière Tim Merlier, d'une étape de la Semaine internationale Coppi et Bartali, ainsi que troisième du Grand Prix de l'Escaut. En avril, il remporte quatre étapes du Tour de Turquie, signant ses premières victoires professionnelles depuis 2018. En juin, il est deuxième du Tour des onze villes, à nouveau battu par Merlier. Il gagne la dernière étape du Tour de Belgique, battant des grands noms du sprint tels que Caleb Ewan, Tim Merlier, Pascal Ackermann, Dylan Groenewegen et Nacer Bouhanni. Sam Bennett, qui a une relation de plus en plus tendue avec la direction de l'équipe, est finalement forfait pour le Tour de France à la suite d'une blessure à l'entraînement. Quelques jours avant le départ du Tour de France à Brest, son équipe annonce la participation de Cavendish. C'est alors la « résurrection » du coureur britannique, qui vient s'imposer le 29 juin sur l'étape entre Redon et Fougères (devançant les meilleurs sprinteurs du monde). Il s'impose au sprint ensuite à Châteauroux et à Valence. Le 9 juillet, il remporte sa quatrième victoire d'étape au sprint lors de la 13e étape. Il égale ainsi le record historique de victoires d'étapes sur le Tour (34) détenu jusqu'alors par Eddy Merckx. Lors de la dernière étape de la course vers les Champs-Élysées, il rate la victoire, terminant troisième derrière Wout van Aert et Jasper Philipsen, mais il remporte le classement par points pour la deuxième fois de sa carrière, dix ans après l'avoir réalisé pour la première fois en 2011. À la fin de la saison, après un dernier succès sur route lors du Tour de Münster, il fait une lourde chute pendant la dernière course à l'américaine des Six Jours de Gand à cause de l'eau renversé sur la piste. Cela lui provoque une fracture de deux côtes et un pneumothorax. Début décembre, Cavendish prolonge son contrat avec Quick-Step-Alpha Vinyl d'une saison.

#### 2022: champion de Grande-Bretagne et une étape du Giro
Il commence sa saison avec une victoire lors de la 2e étape du Tour d'Oman. Il s'impose ensuite lors d'une étape du Tour des Émirats arabes unis, puis sur Milan-Turin. Aligné sur le Tour d'Italie, il gagne la troisième étape disputée en Hongrie, portant son total à 16 étapes individuelles sur le Giro et sa première depuis 2013.
Le 26 juin, il remporte la course en ligne des championnats de Grande-Bretagne neuf ans après son premier sacre, devançant ses deux compagnons d'échappée, Samuel Watson et Alexandar Richardson. Cependant, à sa grande déception, il n'est pas sélectionné par son équipe Quick-Step Alpha Vinyl pour participer au Tour de France, ce qui l'empêche de courir pour battre le record de succès d'étapes co-détenu avec Eddy Merckx.
Il termine son deuxième passage chez Quick-Step avec une deuxième place sur le Memorial Rik Van Steenbergen.

#### 2023-2024: fin de carrière chez Astana Qazaqstan
Le 22 mai 2023, il annonce sa retraite en fin de saison lors du second jour de repos du Tour d'Italie 2023, expliquant n'avoir plus que pour seul objectif, une trente-cinquième victoire synonyme de record sur le Tour de France. Le 28 mai, il signe sa première victoire de l'année lors de la dernière étape du Tour d'Italie à Rome. À 38 ans et 7 jours, il devient le coureur le plus âgé à lever les bras sur une étape du Giro. Il aura donc remporté 17 étapes au total lors de ses 7 participations. La dernière 15 ans après la première.
Deuxième de la septième étape du Tour de France, devancé par le porteur du maillot vert Jasper Philipsen, Mark Cavendish chute et abandonne le lendemain, n'atteignant pas son objectif de remporter une 35e étape en carrière. Il subit une fracture de la clavicule droite ainsi qu'un desserrement d'une vis remontant à une blessure à l'épaule en 2017 traitée par chirurgie.
Le 4 octobre 2023, il annonce repousser sa fin de carrière d'un an avec l'objectif d'obtenir le record de victoires d'étape sur le Tour de France. Il réussit son pari le 3 juillet 2024, lors de la 5e étape, en remportant sa 35e victoire d’étape sur le Tour. Il bat par la même occasion un autre record, celui de l'intervalle de temps entre la première et la dernière victoire d'étape dans l'histoire du Tour pour un même coureur, détenu auparavant par Jean Alavoine avec 14 ans. Cavendish le porte à 16 ans. Le 10 novembre 2024, il gagne la dernière course de sa carrière en remportant le Critérium de Singapour,.

## Personnalité
Cavendish est souvent décrit comme très confiant, parfois comme arrogant. Il réplique : 

« Quand des journalistes sur le Tour de France me demandent si je suis le meilleur sprinteur, je réponds « Oui », et c'est perçu comme de l'arrogance, mais s'ils ne me posent pas la question, je ne dis pas que je suis le meilleur sprinteur du monde. »

« En réalité, si vous regardez la vidéo de mes victoires sur le Tour, je suis le sprinteur le plus rapide. Je ne fais que constater une réalité. Ce n'est pas comme si je disais « Je suis le sprinteur le plus rapide » sans le démontrer. Je constate une réalité, voyez-vous. 
Je ne vois pas en quoi dire la vérité peut être un signe d'arrogance. Mais les gens peuvent penser ce qu'ils veulent de moi. Je m'en fous. »

Hors course, il est vu différemment. Pour Brian Holm, son directeur sportif, « Dans la vie, c'est quelqu'un de vraiment poli. Il n'est pas du genre à vous appeler pour se plaindre, comme la plupart des coureurs le font. Il appelle pour demander comment vous allez ou ce que vous faites. »
Mark Renshaw et Bernhard Eisel sont pendant plusieurs années ses poissons-pilotes dans les sprints, ces coureurs sont également amis en dehors du cyclisme.

## Style
Le magazine Vélo décrit Cavendish comme « une boule de nerfs » en course. Pour le rédacteur en chef, Gilles Comte :

« Cavendish a avant tout appris à être compact pendant l'effort. En plein sprint, il ne bouge ni les épaules ni la tête… Il rappelle les coureurs du kilomètre lorsqu'ils sont à pleine vitesse. Et Frédéric Grappe confirme : Je suis convaincu qu'il pourrait courir le kilomètre en 1 min 05 s, peut-être 1 min 04 s, certainement. »

En 2016, lors des Jeux olympiques de Rio, Cavendish réalise un temps de 1 min 03 s dans le cadre du kilomètre contre-la-montre de l'omnium.

« Le coureur britannique ajoute à sa boule de nerfs une position très avancée sur le vélo, avec les épaules juste au-dessus du guidon. Frédéric Grappe le compare à un athlète poussant dans les starting blocks : De cette façon, il optimise la chaîne musculaire de ses membres inférieurs pour transmettre la plus grande puissance possible aux pédales. »

« Ce que Cavendish a appris dans la "sécurité" de la piste, il le reproduit tout naturellement sur la route. Si la route avait été son environnement naturel, il n'aurait jamais appris à courir avec la tête aussi bas, défiant le danger, en partie parce que son inconscient le lui aurait interdit. Un frein psychologique aurait joué pour le protéger de dangers que l'œil voit souvent trop tard. »

## Palmarès sur route

### Par année
| - 2003 - Médaillé d'or du critérium aux Jeux des Îles - 2e du championnat de Grande-Bretagne sur route juniors - 2005 - Champion de Grande-Bretagne du critérium - 5e étape du Tour de Berlin - 2006 - 4e étape du Tour de Thuringe - 3eb et 4e étapes du Tour de Berlin - 3e étape de la Course de la Solidarité olympique - 2e du Tour de Berlin - 2007 - Grand Prix de l'Escaut - 3e et 6e étapes des Quatre Jours de Dunkerque - 2e et 6e étapes du Tour de Catalogne - 4e étape du Ster Elektrotoer - 6e étape du Tour du Danemark - 2e étape de l'Eneco Tour - Prologue et 1re étape du Tour de Grande-Bretagne - 3e étape du Circuit franco-belge - 2e du Circuit franco-belge - 2008 - 2e et 3ea étapes des Trois Jours de La Panne - Grand Prix de l'Escaut - Prologue du Tour de Romandie - 4e et 13e étapes du Tour d'Italie - 4e étape du Ster Elektrotoer - 5e, 8e, 12e et 13e étapes du Tour de France - 1re, 2e et 3e étapes du Tour d'Irlande - 1re, 2e et 6e étapes du Tour du Missouri - 2009 - 4e et 6e étapes du Tour du Qatar - 4e et 5e étapes du Tour de Californie - 7e étape de Tirreno-Adriatico - Milan-San Remo - 2e et 3ea étapes des Trois Jours de La Panne - 3e étape du Tour de Romandie (contre-la-montre par équipes) - 1re (contre-la-montre par équipes), 9e, 11e et 13e étapes du Tour d'Italie - 3e et 6e étapes du Tour de Suisse - 2e, 3e, 10e, 11e, 19e et 21e étapes du Tour de France - Tour de Bochum - 2e étape du Tour d'Irlande - 1re et 2e étapes du Tour du Missouri - 2010 - 2e étape du Tour de Catalogne - 2e étape du Tour de Romandie - 1re étape du Tour de Californie - 5e, 6e, 11e, 18e et 20e étapes du Tour de France - Tour d'Espagne - Classement par points - 1re (contre-la-montre par équipes), 12e, 13e et 18e étapes - 2e de la Clásica de Almería - 3e de la Coppa Bernocchi - 2011 - Champion du monde sur route - 6e étape du Tour d'Oman - Grand Prix de l'Escaut - 1re (contre-la-montre par équipes), 10e et 12e étapes du Tour d'Italie - Tour de France - Classement par points - 5e, 7e, 11e, 15e et 21e étapes - London-Surrey Cycle Classic - 1re et 8eb étapes du Tour de Grande-Bretagne - 2012 - 3e et 5e étapes du Tour du Qatar - Kuurne-Bruxelles-Kuurne - 2e étape de Tirreno-Adriatico - Tour d'Italie : - Classement Azzurri - Classement de la combativité - 2e, 5e et 13e étapes - Classement général du Ster ZLM Toer - 2e, 18e et 20e étapes du Tour de France - 6e étape du Tour du Danemark - 3e, 4e et 8e étapes du Tour de Grande-Bretagne - 2013 - Champion de Grande-Bretagne sur route - 1re étape du Tour de San Luis - Tour du Qatar : - Classement général - 3e, 4e, 5e et 6e étapes - 1re étape de Tirreno-Adriatico (contre-la-montre par équipes) - 2e étape des Trois Jours de La Panne - Tour d'Italie : - Classement par points - Classement Azzurri - Classement de la combativité - 1re, 6e, 12e, 13e et 21e étapes - 5e et 13e étapes du Tour de France - 6e étape du Tour du Danemark - 4e, 7e et 8e étapes du Tour de Grande-Bretagne - 2e du Grand Prix de l'Escaut - 3e du Ster ZLM Toer - 9e de Milan-San Remo | - 2014 - 5e étape du Tour de l'Algarve - 1re (contre-la-montre par équipes) et 6e étapes de Tirreno-Adriatico - 1re, 2e, 4e et 8e étapes du Tour de Turquie - 1re et 8e étapes du Tour de Californie - 4e étape du Tour de Suisse - 1re et 2e étapes du Tour du Poitou-Charentes - 5e de Milan-San Remo - 5e de la Vattenfall Cyclassics - 2015 - 7e étape du Tour de San Luis - Dubaï Tour : - Classement général - 1re et 4e étapes - Clásica de Almería - Kuurne-Bruxelles-Kuurne - 1re, 2e et 7e étapes du Tour de Turquie - 1re, 2e, 5e et 8e étapes du Tour de Californie - 7e étape du Tour de France - 2e du championnat de Grande-Bretagne sur route - 2016 - UCI Asia Tour - Tour du Qatar : - Classement général - 1re étape - 2e étape du Tour de Croatie - 8e étape du Tour de Californie - 1re, 3e, 6e et 14e étapes du Tour de France - 2e et 4e étapes du Tour d'Abou Dabi - 2e du championnat de Grande-Bretagne sur route - 2e du Grand Prix de l'Escaut - Médaillé d'argent au championnat du monde sur route - 2017 - 1re étape du Tour d'Abou Dabi - 2018 - 3e étape du Dubaï Tour - 2021 - 2e, 3e, 4e et 8e étapes du Tour de Turquie - 5e étape du Tour de Belgique - Tour de France - Classement par points - 4e, 6e, 10e et 13e étapes - Tour de Münster - 2e du Grand Prix Jean-Pierre Monseré - 2e du Tour des onze villes - 3e du Grand Prix de l'Escaut - 2022 - Champion de Grande-Bretagne sur route - 2e étape du Tour d'Oman - 2e étape du Tour des Émirats arabes unis - Milan-Turin - 3e étape du Tour d'Italie - 2e du Mémorial Rik Van Steenbergen - 3e de la Flèche de Heist - 2023 - 21e étape du Tour d'Italie - 3e du Grand Prix de l'Escaut - 2024 - 4e étape du Tour Colombia - 2e étape du Tour de Hongrie - 5e étape du Tour de France |  |

### Résultats sur les grands tours

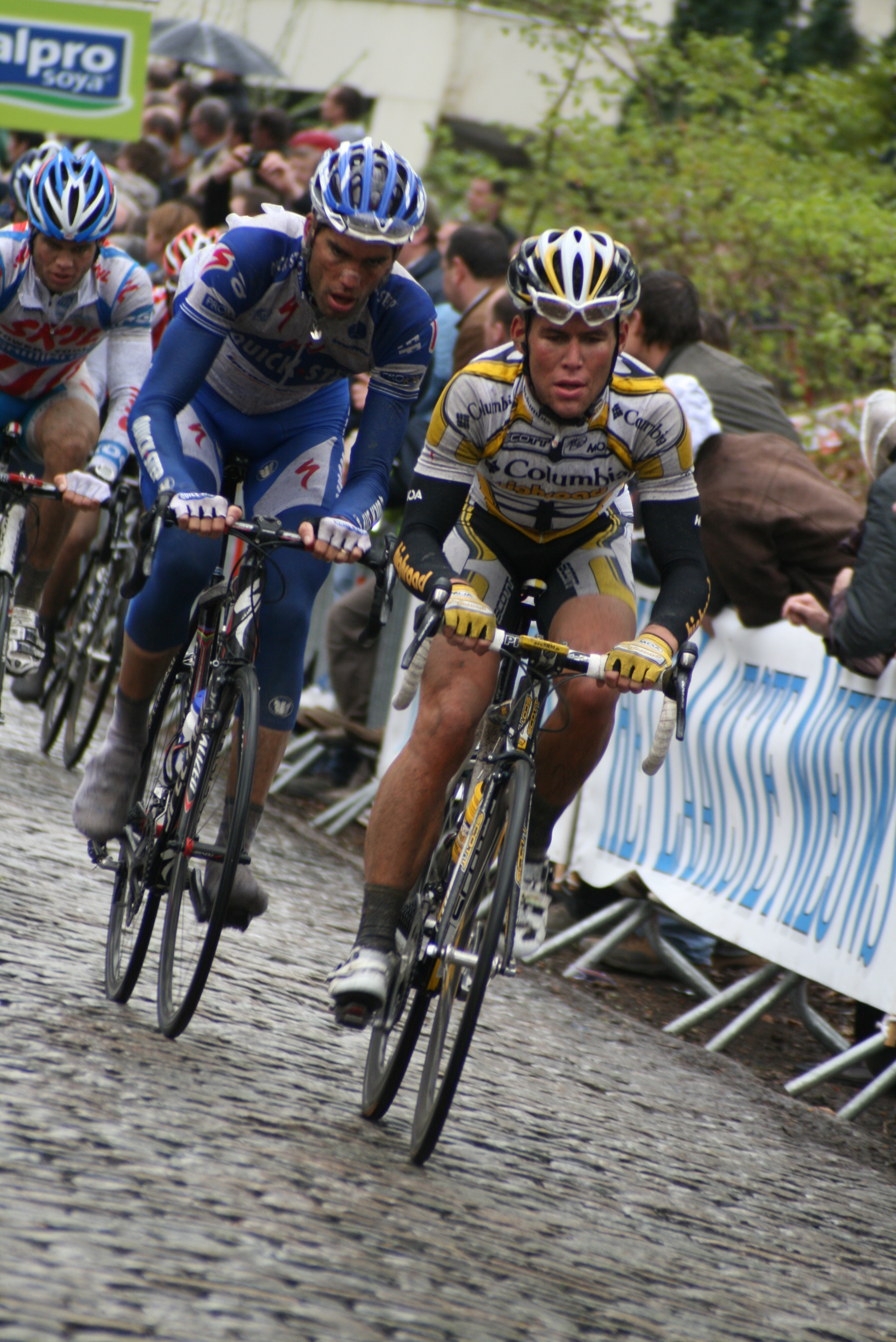
Cavendish sur les pavés de Gand-Wevelgem 2009

#### Tour de France
15 participations
Mark Cavendish fait partie des coureurs ayant remporté au moins deux étapes du Tour de France sur plus de dix années.
- 2007 : abandon (8e étape)
- 2008 : non-partant (15e étape), vainqueur des 5e, 8e, 12e et 13e étapes
- 2009 : 131e, vainqueur des 2e, 3e, 10e, 11e, 19e, et 21e étapes
- 2010 : 154e, vainqueur des 5e, 6e, 11e, 18e et 20e étapes
- 2011 : 130e,  vainqueur du classement par points, vainqueur des 5e, 7e, 11e, 15e et 21e étapes
- 2012 : 142e, vainqueur des 2e, 18e et 20e étapes
- 2013 : 148e, vainqueur des 5e et 13e étapes
- 2014 : non-partant (2e étape)
- 2015 : 142e, vainqueur de la 7e étape
- 2016 : non-partant (17e étape), vainqueur des 1re, 3e, 6e et 14e étapes,  maillot jaune pendant 1 jour
- 2017 : non-partant (5e étape)
- 2018 : hors délais (11e étape)
- 2021 : 139e,  vainqueur du classement par points, vainqueur des 4e, 6e, 10e et 13e étapes
- 2023 : abandon (8e étape)
- 2024 : 141e, vainqueur de la 5e étape

#### Tour d'Italie
7 participations
- 2008 : 132e, vainqueur des 4e et 13e étapes
- 2009 : non-partant (14e étape), vainqueur des 1re (contre-la-montre par équipes), 9e, 11e et 13e étapes,  maillot rose pendant 2 jours
- 2011 : non-partant (13e étape), vainqueur des 1re (contre-la-montre par équipes), 10e et 12e étapes,  maillot rose pendant 1 jour
- 2012 : 145e, vainqueur du classement Azzurri d'Italia, vainqueur du classement de la combativité, vainqueur des 2e, 5e et 13e étapes
- 2013 : 127e,  vainqueur du classement par points, vainqueur du classement Azzurri d'Italia, vainqueur du classement de la combativité, vainqueur des 1re, 6e, 12e, 13e et 21e étapes,  maillot rose pendant 1 jour
- 2022 : 145e, vainqueur de la 3e étape
- 2023 : 120e, vainqueur de la 21e étape

#### Tour d'Espagne
2 participations
- 2010 : 144e, vainqueur des 1re (contre-la-montre par équipes), 12e, 13e et 18e étapes,  vainqueur du classement par points,  maillot rouge pendant 2 jours
- 2011 : abandon (4e étape)

### Classements mondiaux
Jusqu'en 2004, le classement UCI concerne tous les coureurs ayant obtenu des points lors de courses du calendrier international de l'Union cycliste internationale (324 courses en 2004). En 2005, l'UCI ProTour et les circuits continentaux sont créés, ayant chacun leur classement. De 2005 à 2008, le classement de l'UCI ProTour classe les coureurs membres d'équipes ProTour en fonction des points qu'ils ont obtenu lors des courses du calendrier UCI ProTour, soit 28 courses en 2005, 27 en 2006, 26 en 2007. En 2008, le calendrier du ProTour est réduit à 15 courses en raison du conflit entre l'UCI et les organisateurs de plusieurs courses majeures. Les trois grands tours, Paris-Roubaix, la Flèche wallonne, Liège-Bastogne-Liège, le Tour de Lombardie, Tirreno-Adriatico et Paris-Nice ne sont donc pas pris en compte dans le classement ProTour 2008. En 2009 et 2010, un « classement mondial UCI » remplace le classement ProTour. Il prend en compte les points inscrits lors des courses ProTour et des courses qui n'en font plus partie, regroupées dans un « calendrier historique », soit au total 24 courses en 2009 et 26 en 2010. Ce nouveau classement prend en compte les coureurs des équipes continentales professionnelles. En 2011, l'UCI ProTour devient l'UCI World Tour et reprend dans son calendrier les courses qui l'avaient quitté en 2008. Il comprend 27 courses en 2011 et son classement ne concerne plus que les coureurs membres des 18 équipes ProTeam.
| Année                                 | 2005 | 2006 | 2007 | 2008 | 2009 | 2010 | 2011 | 2012 | 2013 | 2014 | 2015 | 2016 | 2017 | 2018  | 2019  | 2020 | 2021 | 2022 | 2023 | 2024 |
| ------------------------------------- | ---- | ---- | ---- | ---- | ---- | ---- | ---- | ---- | ---- | ---- | ---- | ---- | ---- | ----- | ----- | ---- | ---- | ---- | ---- | ---- |
| UCI ProTour                           | nc   | nc   | 106e | 110e |      |      |      |      |      |      |      |      |      |       |       |      |      |      |      |      |
| Calendrier mondial                    |      |      |      |      | 8e   | 23e  |      |      |      |      |      |      |      |       |       |      |      |      |      |      |
| UCI World Tour                        |      |      |      |      |      |      | 28e  | 40e  | 29e  | 58e  | 106e | 68e  | 200e | 277e  |       |      |      |      |      |      |
| Classement mondial                    |      |      |      |      |      |      |      |      |      |      |      | 19e  | 395e | 790e  | 2087e | nc   | 32e  | 89e  | 103e | 375e |
| UCI Europe Tour                       | 495e | 106e |      |      |      |      |      |      |      |      |      | 70e  | 696e | 1715e | 1366e | nc   | 28e  | 76e  | 84e  | nc   |
| UCI Asia Tour                         | 81e  | nc   |      |      |      |      |      |      |      |      |      | 1er  | 145e | 160e  |       |      |      |      |      |      |
| UCI America Tour                      | nc   | nc   |      |      |      |      |      |      |      |      |      | 255e | nc   | nc    |       |      |      |      |      |      |
|                                       |      |      |      |      |      |      |      |      |      |      |      |      |      |       |       |      |      |      |      |      |
| Légende : nc = non classéSource : UCI |      |      |      |      |      |      |      |      |      |      |      |      |      |       |       |      |      |      |      |      |

## Palmarès sur piste

### Jeux olympiques
- Pékin 2008
  - 9e de l'américaine (avec Bradley Wiggins)
- Rio 2016
  -  Médaillé d'argent de l'omnium

### Championnats du monde
- Los Angeles 2005
  -  Champion du monde de l'américaine (avec Rob Hayles)
  - 4e du scratch
- Bordeaux 2006
  - 4e de l'américaine
- Manchester 2008
  -  Champion du monde de l'américaine (avec Bradley Wiggins)
- Pruszków 2009
  - 6e de l'américaine
  - 7e du scratch
- Londres 2016
  -  Champion du monde de l'américaine (avec Bradley Wiggins)
  - 6e de l'omnium

### Coupe du monde
- 2004-2005
  - 2e de la poursuite par équipes à Sydney
  - 3e de l'américaine à Sydney
- 2005-2006
  - 2e de la poursuite par équipes à Manchester
  - 3e de l'américaine à Manchester
- 2006-2007
  - 2e de l'américaine à Pékin

### Jeux du Commonwealth
- Melbourne 2006
  -  Médaillé d'or du scratch

### Championnats d'Europe
- Fiorenzuola d'Arda 2005
  -  Champion d'Europe de la course aux points espoirs

### Six Jours
- 2014 : Zurich (avec Iljo Keisse)
- 2016 : Gand (avec Bradley Wiggins)

### UIV Cup U23
- 2004
  - UIV Cup Dortmund, U23 (avec Matthew Brammeier)
- 2005
  - UIV Cup Brême, U23 (avec Geraint Thomas)

### Championnats nationaux
- 2001
  - 2e du championnat de Grande-Bretagne de course aux points juniors
- 2003
  -  Champion de Grande-Bretagne du kilomètre juniors
  - 2e du championnat de Grande-Bretagne de scratch juniors
  - 2e du championnat de Grande-Bretagne de vitesse juniors
- 2004
  - 2e du championnat de Grande-Bretagne de l'américaine
- 2005
  -  Champion de Grande-Bretagne de poursuite par équipes (avec Ed Clancy, Steve Cummings et Geraint Thomas)
  - 2e du championnat de Grande-Bretagne de scratch
- 2008
  -  Champion de Grande-Bretagne de l'américaine (avec Peter Kennaugh)

## Distinctions
- Chevalier commandeur de l'Ordre de l'Empire britannique[99]
- Sportif de l'année de la BBC en 2011
- Désigné « meilleur sprinteur de l'histoire du Tour de France » par le magazine L'Équipe[100]
- Trophée Flandrien international en 2009 et 2011

## Vie privée
Le 5 octobre 2013, il épouse à Londres Peta Todd (en), avec qui il a trois enfants nés en 2012, 2015 et 2018.